# Upucerthie fauve
Upucerthia validirostris
Espèce
Statut de conservation UICN

 LC  : Préoccupation mineure
L’Upucerthie fauve (Upucerthia validirostris) est une espèce de passereaux de la famille des Furnariidae.

## Répartition
Cet oiseau est réparti à travers la puna et montagnes du nord-ouest de l'Argentine.

## Habitat
Elle habite les prairies et les zones de broussailles  subtropicales et tropicales de haute-montagne.

## Systématique
L'Upucerthie de Jelski (Upucerthia jelskii) n'est plus considérée comme une espèce à part entière par le Congrès ornithologique international dans sa classification version 3.4 (2013). Elle suit en cela les travaux d'Areta et Pearman (2013), qui montrent que U. jelskii n'est qu'une variation clinale de U. validirostris, bien qu'ayant des différences morphologiques importantes (plumage ; taille, longueur des ailes, taille du bec supérieures) et une aire de répartition distincte. En effet, les individus de l'espèce U. jelskii répondent aux chants des autres sous-espèces de U. validirostris, et s'hybrident avec eux.

### Sous-espèces
D'après le Congrès ornithologique international, cette espèce est constituée des sous-espèces suivantes :
- Upucerthia validirostris saturata  Carriker, 1933 ; présente de l'ouest des Andes au centre du Pérou ;
- Upucerthia validirostris jelskii  (Cabanis, 1874) ; des Andes au centre du Pérou ;
- Upucerthia validirostris pallida  Taczanowski, 1883 ; sud du Pérou, ouest de la Bolivie, nord du Chili et nord-ouest de l'Argentine ;
- Upucerthia validirostris validirostris  (Burmeister, 1861) ; nord-ouest de l'Argentine ;
- Upucerthia validirostris rufescens  Nores, 1986 ; Sierra de Famatina (nord-ouest de l'Argentine).